# Зима, Анатолий Григорьевич
Анатолий Григорьевич Зима (9 октября 1945, Кишинёв — 1997) — советский футболист, защитник. Мастер спорта СССР (1966). Судья республиканской категории.
Воспитанник краматорского футбола, тренер Ю. И. Нестеренко. С 1964 года — в составе донецкого «Шахтёра». С 1965 года играл за СКА Киев. По ходу следующего сезона вернулся в «Шахтёр», до 1969 года в чемпионате СССР сыграл 86 матчей. Полуфиналист Кубка СССР 1967/68. В дальнейшем выступал за команды «Судостроитель» Николаев (1970), «Молдова» / «Нистру» (1970—1973), «Звезда» Пермь.
Старший тренер команды КФК «Пединститут» Кишинёв.
Скончался в 1997 году.